# Biedermannsdorf

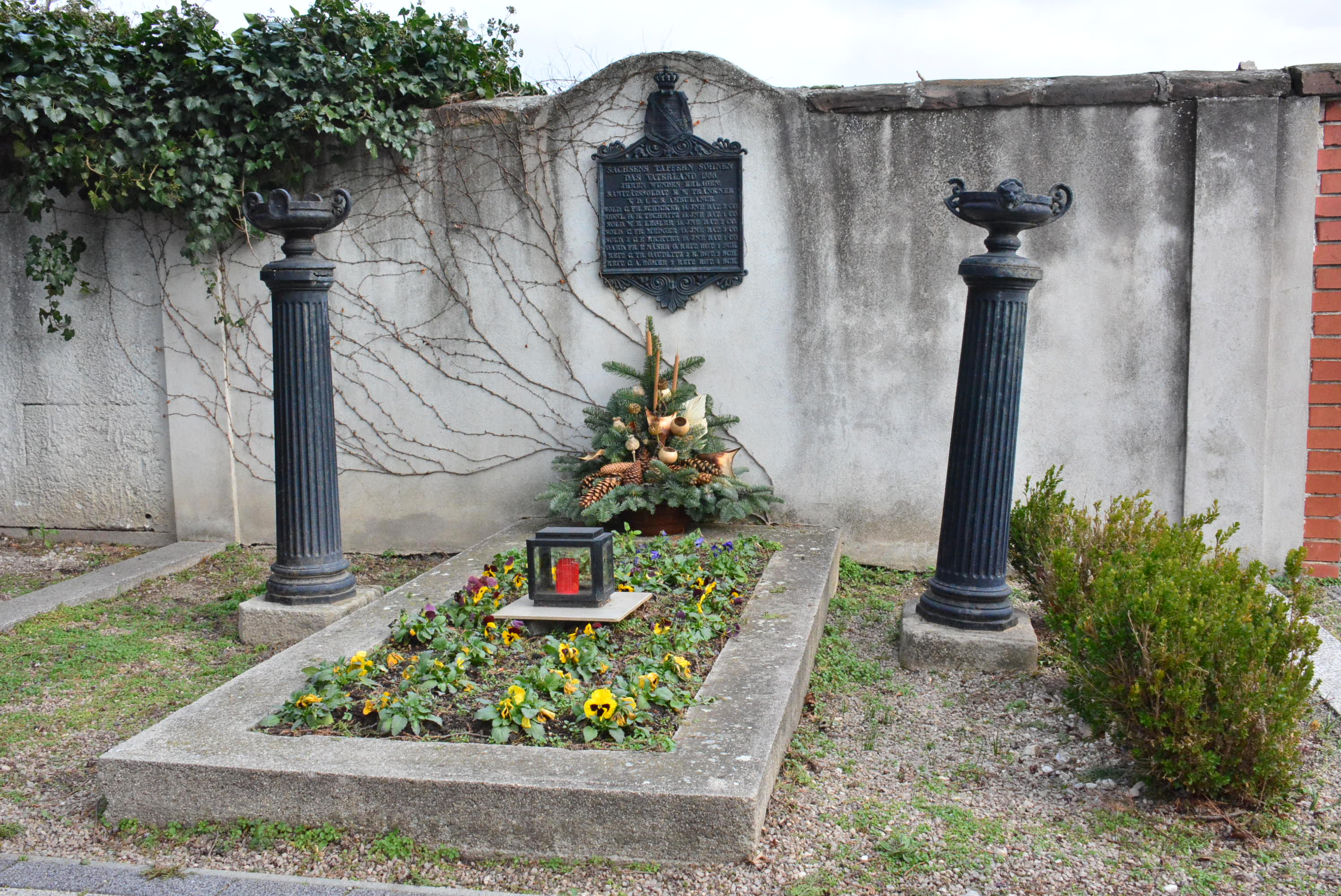

Biedermannsdorf je městys v Dolních Rakousích v okrese Mödling jižně od Vídně.

## Geografie
Obec leží ve Vídeňské pánvi východně od "Jižní dálnice A2" a "Mödlingské silnice B11".
Nádraží Laxenburg-Biedermannsdorf "Aspangbahn" leží v jižní části obce a přes východní část obce vede Pottendorfská linka trati "Wien-Pottendorf - Wiener Neustadt".
Přes Biedermannsdorf protéká potok Mödlingbach, jeho mlýnský náhon, Krottenbach a Haidbach (malý Krottenbach) a také „Wiener Neustädter Kanal“.

### Sousední obce
Na severu je sousední obcí Vösendorf, severovýchodně Hennersdorf, východně Achau, jižně Laxenburg a západním sousedem je Wiener Neudorf.

## Historie
První osídlení zde bylo již 7 tisíc let před naším letopočtem. Archeologické nálezy dokladují dobu kolem 5000 před n. l.
V římském období Biedermannsdorf patřil do oblasti Vindobona. V letech 1999/2000 byly obnaženy nálezy uliční stanice z 1. století.
Obec byla kolem let 1170/80 uváděna a držitelem byl „ministeriál“ z Liechtensteina a Perchtoldsdorfu. V roce 1275 byla obec nazývána „Pidermannsdorff".
Část názvu obce "Bieder-" je staroněmecké slovo a znamená "správně stihnout, osvědčený, čestný, solidní" atd. Ze staroněmeckého pidarpi, biderbi, starosaského bitherbi a středoněmeckého biderbe se odvozuje, že patří ke skupině slov kolem "potřeby, potřebovat". Slovo je na první slabiku přízvučné, název obce také.
Jako všechny obce v oblasti trpěl Biedermannsdorf mezi válkami, tureckým obléháním i při moru. Za vlády Marie Terezie (1717-1780) byly domy poprvé očíslovány.
Po roce 1797 se stavěl „Wiener Neustädter Kanal“, od odbočky „Biedermannsdorfer Canal" za použití cihel, kterých se spotřebovalo veliké množství. Tak došlo k industrializaci obce, která dosud žila převážně ze zemědělství.
Ve druhé světové válce obec trpěla bombardováním blízké "továrny na letecké motory Východní marky".
Obec byla od roku 1938 do 1954 přičleněna k Velké Vídni.

### Vývoj počtu obyvatel
V roce 1971 žilo v obci 1295 obyvatel, 1981 1859, 1991 2668, 2001 2904 a v roce 2009 zde žilo 2904 osob.

## Kultura a pamětihodnosti

### Vlastivědné muzeum
Při vykopávkách v roce 1990 v Biedermannsdorfu objevili římskou stanici.
Dne 26. října 2000 vlastivědné muzeum otevřelo výstavu mincí, hrnců a hliněných nádob a ze tří nalezených objevených hrobů ozdoby, olejové lampičky, přezky a pod, Vystavili také dokumentaci o pozůstatcích dřívějších staveb (studna, ohniště, cihly atd.).

### Milosrdné sestry
Z počátku tu stával barokní zámek "Perlashof". Několikrát byl přestavěný a v roce 1882 zámek získaly "Milosrdné sestry svatého Karla Boromejského". V roce 1883 v objektu otevřeli sirotčinec a obecnou školu. V roce 1897 byla provedena přístavba budovy se čtyřmi křídly. Roku 1902 byl postavený klášterní kostel. V roce 1949 byla v klášteře zřízena průmyslová škola pro ženy. Kostel byl odsvěcený a od roku 1982 je zde zřízena obecní knihovna. Dne 16. června 1982 budovu koupila obec a pronajala ministerstvu pro zřízení vyššího spolkového učiliště pro zemědělské obory.

### Farní kostel
Kostel svatého Jana Křtitele je v podstatě středověká stavba a v letech 1727-1728 barokně přestavil „Franz Jäckl“. Pozdně barokní hlavní oltář zobrazuje křest svatého Jana Křtitele. Oboustranný oltář a pozdně barokní kazatelna doplňuje vybavení kostela. Varhany byly postaveny v roce 1892.

### Zámek Wasenhof
Roku 1454 stál na místě dnešního zámku hospodářský dvůr. Trojkřídlá budova byla postavena barokně kolem roku 1731. V roce 1883 budovu získal darem klášter "Stephaniestiftung" a slouží jako domov pro postižené děti. Od roku 1939 je ve vlastnictví města Vídně.

## Hospodářství
Vnější část území obce patří částečně průmyslovému centru "Dolní Rakousko jih" a "Eco Plus". Toto území patřilo v období Třetí říše k továrně na letecké motory Východní marky.
V obci je ještě několik zemědělských závodů, které pěstují převážně obilí. Odvody stávajících firem jsou důležitým příjmem obce.

## Spolky

### Skautský oddíl
Ve spolku je podle stavu v roce 2010 celkem asi 70 členů z řad dětí i rodičů. Na pravidelných schůzkách se děti učí skautským dovednostem podle věku a ty potom v létě ověřují v přírodě.
V roce 1985 za podpory tehdejšího faráře byla založena "Bonifácova stráž", skupina, která se angažovala v četných činnostech při prázdninových hrách. Akce "Čistý Biedermannsdorf", jeho adventní trh, vlastní výstavy, hádankářské soutěže apod. V roce 2005 byl skautský oddíl zvolen jako nejoblíbenější spolek.

### Dětský sportovní spolek
Spolek má asi 50 členů. V roce 2009/2010 jsou tři aktivní družstva: U8, U10 a U11 (soutěží s Laxenbergem a Münchendorfem). Cílem je podpora mladých fotbalistů, sportovců, slavností a přeborů. Výcvik aktivních členů provádějí vhodní cvičitelé podle zásad fotbalového sportu. Dětský fotbal je vhodný pro všechny děti ve věku od 5 let. Úspěchy jednotlivých družstev:
- Sezóna 2006/2007 U8 mistři – skupina mladých Mödling/Liesing.
- 2007 nejoblíbenější spolek v Biedermannsdorfu
- 2009 U10 mistři v nadskupině jihovýchod

### Rakouský kynologický svaz
V Biedermannsdorfu je sídlo "Rakouského kynologického svazu“.

### Lions Club
Klub existuje od 14. června 1997. Po dlouhá léta každoročně klub pořádá slavnosti. Četné atrakce ve svátky pro velké i malé (polní veletrh, rychlý žejdlík, živá hudba, historická vozidla a traktory, motorky, přetahování, tombola apod.). V roce 2009 se vydali na cestu s novými atrakcemi a zábavou. Nově se přistoupilo k pořádání akce až v pozdním létě, týdenní turnaj v Perlashofu. Obzvláště úspěšné a známé jsou „Lionské punče“. Punčové stánky jsou otevřeny po celý adventní čas a získaly své místo v „Perlashofu“ (za kostelem).
Členové spolku pracují bezplatně a čistý výnos slavností je věnován na charitativní účely.

## Osobnosti
- Leopold Eichinger (1940–2009) – starosta Biedermannsdorfu (1975–1992), zemský politik
- Aleksander Sochaczewski (*1843-†1923) zemřel v Biedermansdorfu – polský malíř
- Rosa (Růžena) Holubová, roz. Hofová (1865–1958), manželka cestovatele dr. Emila Holuba, s nímž podstoupila v letech 1883–1887 africkou expedici